# Íslendingur (skib)
Íslendingur (islandsk Islænder) er et rekonstrueret vikingeskib, der er en kopi af vikingeskibet Gokstadskibet, som blev fundet i 1880 i Sandefjord i Norge. Det blev bygget i 1996, og i 2000 sejlede det over Atlanterhavet. I dag er det udstillet på museet Víkingaheimar i Njarðvík, Reykjanesbær på Island.

## Historie
Skibet blev bygget i 1996 af skibsbygger Gunnar Marel Eggertsson fra Vestmannaeyjar, som tidligere havde været skipper på Gaïa (en kopi af Gokstadskibet), da det sejlede til Washington DC i 1991.
Først blev Íslendingur brugt til at lære islandske børn om vikingetiden. I 1998 besluttede Marel at sejle det over Atlanterhavet, som en del af 1000-års fejringen i 2000, af at Leif den Lykkelige rejste til Vinland. Han grundlagde Íslending for at samle penge til ekspeditionen. Skibet satte sejl fra Reykjavík på Islands Nationaldag den 17. juni, med Marel som kaptajn og en besætning på otte, inklusive kvinden Ellen Ingvadottir, der undervejs berettede om turen på sin weblog. Den første havn var Búðardalur i Hvammsfjörður, hvor skibet deltog i fejringer ved Eiríksstaðir, hvor Erik den Røde havde boet, og hans søn Leif den Lykkelige blev født. På trods af omkring 10 timer med dårligt vejr omkring Kap Farvel på Grønland, ankom skibet til Brattahlíð den 15. juli til fejringen af vikingebosættelsen med dronning Margrethe II. Den 28. juli ankom skibet til L'Anse aux Meadows, Newfoundland, der er den eneste vikingebosættelse fundet i Nordamerika. Det er her man antager, at de bosatte sig efter opdagelsen af Vinland. Her deltog skibet i fejringen sammen med andre rekonstruktioner af vikingeskibe.
Herfra sejlede de via adskillige havne, til New York City, hvor de ankom den 5. oktober, efter omkring tre måneders rejse. Íslendingur blev lagt på land i Westbrook, Connecticut. En aftale om at bruge skibet i reklameøjemed gik i vasken som følge af terrorangrebet 11. september. I 2002 blev skibet købt af et islandsk konsortium ledet af Suðurnes. Det blev herefter udstillet ud for kysten i Reykjanesbær indtil det kunne flyttes til det nyopførte museum Víkingaheimar i 2008. Skibet er monteret 1,5 m over gulvet, så besøgende kan se undersiden af skroget og studere håndværket fra den vinkel.

## Beskrivelse
Íslendingur måler 22 m i længden, 5,3 m i bredden og har en dybdegang på 1,7 m. Det vejer omkring 80 tons. Det blev bygget af 18 tons norsk og svensk egetræ, og det er samlet med omkring 5.000 nagler. Sejlene blev fremstillet i Danmark. Besætningen er på ni, og skibet sejler omkring 7 knob, mens topfarten er omkring 18 knob. Íslendingur er udstyret med en motor til brug i særlige tilfælde, men er ellers en tro kopi med vikingetidens teknik.